# Ватнафйотль
Ватнафйотль (ісл. Vatnafjöll) — система базальтових тріщин довжиною 40 км (25 миль) і шириною 9 км (6 миль), яка розташована на південний схід від Гекли, Ісландія. Це частина тієї ж системи, що й Гекла. В епоху голоцену у вулкані відбулося понад два десятки вивержень. Востаннє Ватнафйотль вивергався близько 1200 років тому.